# Masicera facialis
Masicera facialis là một loài ruồi trong họ Tachinidae.